# Калус

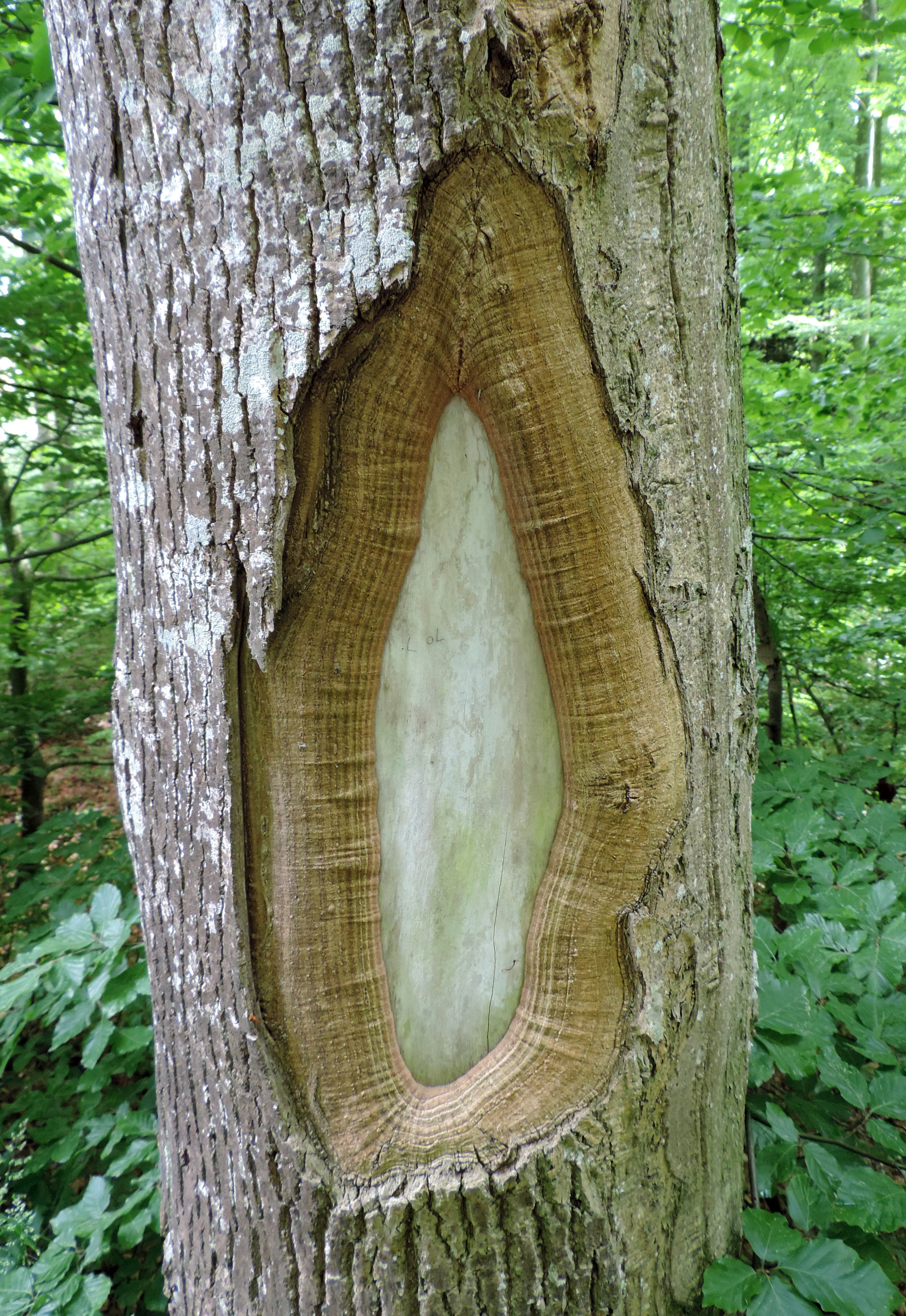
Калусна тканина ясена

Калус, або калюс (лат. callus — товста шкіра, мозоль) — це рослинна тканина або маса недиференційованих тотипотентних клітин, які здатні утворити нові органи рослини, або навіть нову рослину (соматичний ембріогенез). Калусна тканина утворюється в рослин на місці поранення та сприяє заживленню ран. Калюсні утворення формуються з однорідних паренхіматозних клітин, які характеризуються значним потенціалом росту. Часто мають білуватий або жовтуватий колір.

## Властивості тканини
Калюс має відносно товсті клітинні оболонки і не належить до меристематичних тканин. Але тканина калюсу може легко переходити в меристематичний стан. Калюс має в собі речовини, що дають змогу здійснювати початковий розвиток певних органів рослини.
Калюс виникає при щеплені рослин. При окуліруванні між щитком вічка та зрізом підщепи калюсові тканини зрощуються. Розпочинається процес диференціації клітин, формується провідна система. Гідроцити, які походять з калуса, довше зберігають клітинне ядро.
При розмноженні рослин живцем, на місці зрізу утворюється калюсна тканина, яка згодом розвивається у кореневу систему.

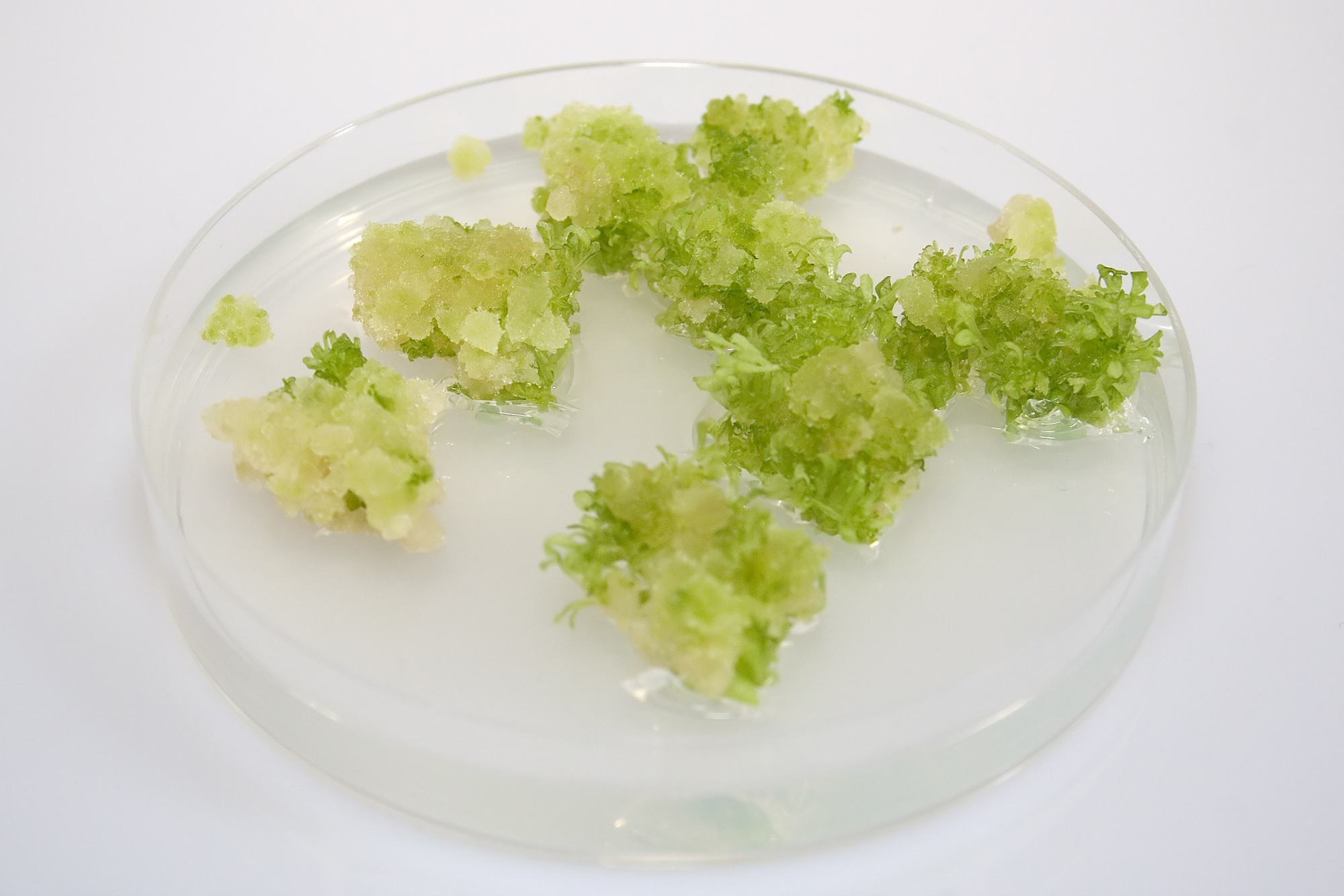
Калус тютюна Nicotiana tabacum

## Калусна культура

### Стимуляція утворення калусу
Для утворення калусу рослинні клітини (експлантанти) поміщуюють на поживне середовище, яке містить необхідні для росту рослини речовини, зокрема макро- та мікроелементи й вирощуюють in vitro. Також у середовище додають рослинні гормони, зокрема ауксини, аби стимулювати поділ клітин. Утворення калусу, як правило, індукують з соматичних клітин рослини. Частіше за все використовуються недиференційовані клітини меристеми. Але можливе використання й диференційованих клітин, зокрема паренхіми, завдяки тому, що рослинні клітини здатні до дедиференціації.

### Соматичний ембріогенез
З калусу можна отримати нову рослину. Утворення пагонів чи коренів з недиференційованих клітин регулюється рослинними гормонами, а саме концентрацією ауксинів та цитокінінів. Якщо концентрація обох гормонів буде однаковою, то клітини залишаться недиференційованими. Якщо ж концентрація цитокінінів буде вищою, то з клітин розвинуться пагони, а якщо навпаки концентрація ауксинів буде вищою ніж цитокінінів, то утворяться корені.

### Генетична модифікація калусних культур

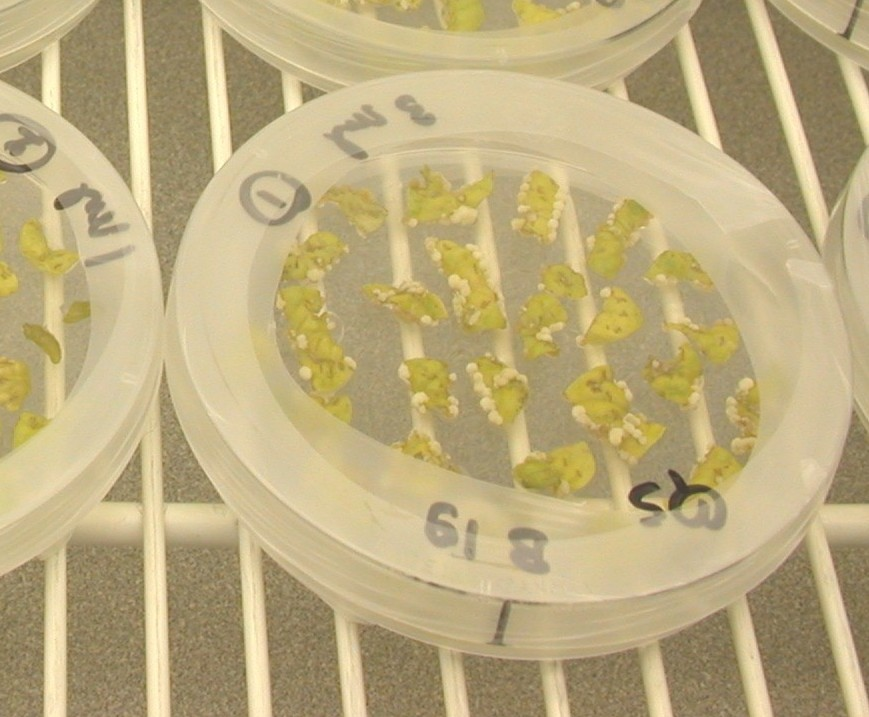
Solanum chacoense, трансформовані за допомогою A. tumefaciens. Шматочки листка, в яких розпочалося калусоутворення

Завдяки соматичному ембріогенезу можна отримати велику кількість генетично ідентичних рослин(клонування). Також метод широко використовується у генетичній інженерії рослин. Клітини калусу можна трансформувати, використовуючи метод «генної гармати» або за допомогою агробактерії Agrobacterium tumefaciens. Потім з клітин, що містять цільовий ген, можна виростити цілу рослину.